# Narcís Darder i Bosch
Narcís Darder i Bosch (Pontós, 19 de novembre de 1923 - Bàscara, 23 d'abril de 2006) fou enginyer tècnic industrial, empresari i fotògraf.

## Vida
Neix l'any 1923 a Pontós, Alt Empordà. Té el primer contacte amb la fotografia com a ajudant del seu pare en Josep Darder i Recasens, en els processos de revelat. El 1929 la seva família s'instal·la a Barcelona. Entre 1939 i 1944 estudia mestratge industrial a l'Escola del Treball de Barcelona on destaca especialment com a dibuixant i comença a treballar a l'empresa Corberó. Comença a interessar-se per la fotografia i es construeix la seva primera càmera fotogràfica.
Entre 1946 i 1951 estudia per enginyer tècnic a l'Escola Industrial de Terrassa i més tard funda la seva pròpia empresa metal·lúrgica a la qual es va dedicar fins que es va retirar el 1985.
El seu interès per la fotografia es remunta als anys 40, però no adquireix la seva primera càmera, una Regula, fins passat el 1945. A principi dels 50 va comprar de segona mà la seva primera Leica i a partir dels anys 60 va anar adquirint més material fotogràfic fins a l'any 1982 quan va muntar el seu propi laboratori. 
Tot i que sempre va compaginar la seva feina amb la pràctica de la fotografia, el reconeixement no li arriba fins que comença a fer alguna exposició el 2000, i en especial la que realitza el 2005 a l'Institut d'Estudis Fotogràfics de Catalunya.
Mor el 2006 a Bàscara, prop del seu Pontós natal.

## Obra
L'obra fotogràfica de Narcís Darder és àmplia. La seva inquietud el feia fixar imatges per allà on passava, que van del retrat i les natures mortes al paisatge urbà o natural i l'experimentació abstracta. És una obra especialment sensible al detall, que captava amb enquadraments perfectes. Si un cop podia ser la senzillesa d'una ombra projectada sobre una paret, l'altre podia tractar-se d'un pur "instant decisiu" només a l'abast dels grans fotoperiodistes.
Segons Miquel Galmes 2005ː "No sempre el coneixement de l'obra d'un autor, i posteriorment a ell de forma personal, comporta la satisfacció de presentar a ambdós com en aquesta ocasió. En Narcís Darder i Bosch és un dels components de la nostra societat que sense buscar el protagonisme d'una manera sistemàtica amb l'exhibició de la seva obra fotogràfica, ha recopilat el testimoni visual d'una època viscuda, propera per alguns i desconeguda per altres". O tal com diu Bernat Casanova en el mateix catàlegː "Observar les fotografies d'en Narcís Darder ens transporta indefugiblement al Neorealisme italià i al cinema europeu de mitjan segle xx. Contemplem en cada fotograma una voluntat no depressiva però sí que busca l'expressió de la normalitat més tràgica a partir del costumisme dels pobres, dels desproveïts i els marginats. Perquè de fet, els rics a tot arreu s'assemblen, i en canvi, és en les classes més humils on es redescobreix cada poble, on les dinàmiques varien i on la imaginació pren més rellevància.
Luis Benvenuty explica a La Vanguardia que "Les fotos de Narcís Darder són un fidel testimoni d'una època plena de canvis, molt especialment les que fan referència al dia a dia dels barris de Barcelona durant les dècades dels cinquanta i seixanta. Això fa que el seu llegat, a més de ser una obra artísticament rellevant, sigui un important testimoni de la història recent de la capital catalana"
I com diu Isabel Darder, al catàleg de l'exposició a la Fundació Vila Casas el 2015ː "A través de la fotografia Narcís Darder reinventava la normalitat del món que l'envoltava, particularment allò que era més important per ell, Barcelona, la Costa Brava i el seu Empordà natal, la família i la natura. Per a ell la fotografia era una cosa natural, com una prolongació d'ell mateix, i de fet els coneguts se sorprenien quan el veien sense la seva càmera, ja que ell i càmera eren pràcticament indestriables. Explicava que de vegades sentia l'impuls de fer una foto sense saber ben bé perquè, i després, quan la veia revelada, s'adonava de la raó per la qual l'havia fet. Sempre comentava que en les millors fotos, sempre hi havia alguna cosa que ell no havia vist conscientment quan premia el disparador. Fotografiava d'una manera directa allò que li cridava l'atenció d'una realitat exterior que sovint trobava paradoxal o sorprenent i que ell transformava a través de la seva visió particular pel sol fet de triar la manera de presentar aquesta realitat, una realitat fugissera que d'alguna manera li feia sentir l'impuls de registrar-la".

## Exposicions
- "Pontós, llocs i gent", a la sala Triarts de Bàscara, agost de 1999.[5]
- "Retrospectiva ː Fotografies de Josep Darder i Recasens i Narcís Darder i Bosch", a la sala Triarts de Bàscara, 1 abril - 30 abril, 2000[1][6]
- "BCN 60's", a la sala Ramon Alabern de l'Institut d'Estudis Fotogràfics de Catalunya, 3 novembre - 22 desembre 2005[7][8]
- "BCN 60's", a la IV Biennal de Fotografia Xavier Miserachs de Palafrugell, l'any 2006[9]
- "Fotografíes de Narcís Darder", a la galeria Desig(n) d'Andorra, 12 novembre 2009 - 30 gener 2010[10]
- "Barcelone années 60-la photographie de Narcís Darder et Ricard Duran", al Centre d'Estudis Catalans de la Sorbona a París,6 novembre - 3 desembre de 2012[11]
- Col·laboració amb el Museu d'Història de Barcelona, pel projecte de rehabilitació de Torre Baró, l'any 2014[12]
- "La fotografia de Narcís Darder. Reinventar la normalitat", al Palau Solterra de la Fundació Vila Casas a Torroella de Montgrí, 6 juny - 29 novembre 2015[4][13]
- "Barcelona anys 60-la fotografia de Narcís Darder i Ricard Duran", al Centre d'Estudis Ilerdencs de Lleida, l'any 2015[14][15]